# Sagamia
Sagamia is een monotypisch geslacht van straalvinnige vissen uit de familie van grondels (Gobiidae).

## Soort
- Sagamia geneionema (Hilgendorf, 1879)